# Márcio Moreira Alves
Márcio Emanuel Moreira Alves (Río de Janeiro, 14 de julio de 1936-ibídem, 3 de abril de 2009) fue un periodista  y político  brasileño. Formó parte del  Movimiento Democrático Brasileño y fue diputado federal de Brasil entre 1966 y 1968.

## Primeros años de vida
Márcio Moreira Alves nació en 1936. Su padre, Márcio Honorato Moreira Alves, fue alcalde de la ciudad de Petrópolis. Su familia era propietaria del Hotel Ambassador, ubicado en Río de Janeiro, en donde funcionaba Juca's Bar, un lugar de reunión de intelectuales y políticos en la década de 1960.
Comenzó su carrera periodística a los diecisiete años como reportero del periódico Correio da Manhã y fue galardonado con el Premio Esso de Periodismo por su trabajo sobre la crisis política de Alagoas en 1957. Entre 1958 y 1963 asistió a la Facultad de derecho de la Universidad Estatal de Guanabara (actual UERJ).  Fue asesor del ministro de relaciones exteriores San Tiago Dantas entre 1961 y 1962.

## Activismo político
Fue miembro de la oposición al gobierno del presidente João Goulart. Primero apoyó el golpe militar de 1964, sin embargo, comenzó a oponerse al régimen militar impuesto por el golpe después de la publicación del Acta institucional número uno (AI-1) y comenzó a liderar una fuerte campaña denunciando la práctica de la tortura contra los presos políticos en Brasil.
En 1965, Márcio participó en una manifestación de estudiantes en Río de Janeiro frente al Hotel Glória, donde se reunía el Consejo de la Organización de los Estados Americanos; en la reunión estuvo el mariscal Humberto Castelo Branco, dictador brasileño. En la manifestación, el DOPS, la unidad de represión política, detuvo a varias personas. Márcio Moreira Alves no había sido arrestado, pero corrió tras el auto de la policía y promovió el seguimiento con sus compañeros de protesta.
En octubre de 1967, participó en la comisión congresista que visitó a los presos políticos en Juiz de Fora y halló once víctimas de torturas realizadas por militares que actuaban dentro de los cuarteles del ejército brasileño. En su tercer año de lucha en contra de la tortura, denunció al general Ernesto Geisel como "aliado a una pandilla de sádicos" 
Márcio fue recordado como el impulsor del Acta institucional número 5 (AI-5) cuando, como diputado, pronunció un discurso ante el Congreso Nacional a inicios de septiembre de 1968 llamando a boicotear la conmemoración del Día de la independencia brasileña y pidió a las chicas brasileñas que no salieran con oficiales del ejército. Debido al tono radical percibido en su discurso, el ministro de justicia mandó a la Cámara de Diputados una solicitud de autorización para que el Moreira Alves fuera procesado, este acto fue demasiado incluso para la promilitar Alianza para la Renovación Nacional (ARENA), que tenía la mayoría legislativa, que se negó a conceder la autorización.
La represalia del gobierno fue dura, y el 13 de diciembre de 1968 se emitió el Acta institucional número cinco, considerada el acta institucional más represiva promulgada durante la dictadura de Brasil. Esta otorgó al presidente el poder de suspender el Congreso, gobernar mediante decreto y suspender los derechos. Márcio fue inmediatamente expulsado del Congreso por disposiciones del AI-5, abandonó el país clandestinamente en diciembre de 1968 y se exilió en Chile, donde permaneció hasta 1971. En 1971 viajó a París, en donde se doctoró en la Fundación Nacional de Ciencias Políticas . En 1974 se mudó a Lisboa, donde permaneció hasta 1979. Regresó a Brasil en 1979 gracias a la implementación de la Ley de Amnistía, que exoneró los delitos políticos y permitió el retorno de los exiliados políticos, y comenzó a colaborar con el diario Tribuna da Imprensa, con el que trabajaría hasta 1986.

## Después del exilio
Con el culmino del bipartidismo, se incorporó al PMDB y se postuló para diputado federal por Río de Janeiro en noviembre de 1982, resultando electo como suplente. Entre 1982 y 1986, asesoró a Luis Carlos Bresser Pereira durante su periodo como presidente del Banco del Estado de São Paulo y secretario de gobierno de São Paulo. Fue subsecretario de relaciones internacionales del estado de Río de Janeiro, bajo el gobierno de Wellington Moreira Franco, en 1987. Dejó la vida pública en 1990 cuando comenzó a enfocarse en el periodismo. Fue comentarista y columnista hasta 2008, cuando se retiró tras sufrir un derrame cerebral en octubre de ese año.

## Muerte
Moreira Alves murió el 3 de abril de 2009, a los 72 años de edad, luego de pasar cinco meses hospitalizado en el Hospital Samaritano de Río de Janeiro, debido a una falla multiorgánica e insuficiencia renal y respiratoria.

## Libros
- O Cristo do Povo, Sabiá, 1968.
- Un grano de mostaza (El despertar de la revolución brasileña) . Premio Casa de las Américas, 1972[9]
- Sábados Azuis: 75 Histórias de Um Brasil que Dá Certo, 2000
- Gostei do Século: Crónicas, 2001
- Brava Gente Brasileira: Crónicas, 2001
- 68 Mudou o Mundo, 1993
- Histórias do Brasil Profundo: Crónicas, 2003